# Rivula auripalpis
Rivula auripalpis là một loài bướm đêm trong họ Erebidae.